# Katja Suding
Katja Suding (geboren als Katja Surmann op 30 december 1975 in Vechta) is een Duitse politica van de FDP. Sinds maart 2011 is ze lid van de Hamburgische Bürgerschaft. Sinds 2015 is ze een van de drie landelijke partijvoorzitters.

## Carrière
Na het eindexamen aan het gymnasium te Vechta in 1996 volgde Suding een studie communicatiewetenschap, politicologie en Romanistiek aan de universiteit van Münster, die ze in 2003 met succes afrondde. In 1999 verhuisde ze naar Hamburg, waar ze in het jaar 2000 trouwde met Christian Suding. Van 1999 tot 2001 werkte Suding naast haar studie als hoofd marketing in het bedrijf van haar man. Daarnaast werkte ze een jaar als hoofd verkoop bij de Otto Group. Sinds 2004 werkt Suding als zelfstandige adviseur in de PR- en communicatiebranche.

## Politiek
In 2006 werd Suding lid van de liberale partij FDP. Een jaar later werd ze afgevaardigde in het stadsdeel Hamburg-Blankenese. Van 2007 tot 2009 werkte ze als redactrice in Große Freiheit, het ledentijdschrift van de FDP in Hamburg. Van 2008 tot 2011 was Suding lid van de gemeenteraad in Hamburg-Altona. Sinds 2011 is Suding medevoorzitter van de FDP in Hamburg. Tijdens de Bondsdagverkiezingen van 2009 behaalde ze met 8,2% voorkeurstemmen op plaats 6 van de landelijke FDP-lijst geen zetel in het Duitse parlement.
Voor de verkiezingen voor het Hamburgse parlement, de Bürgerschaft, in 2011 was Suding lijsttrekker. In tegenstelling tot eerdere verkiezingen in 2004 en 2008, toen het de FDP in Hamburg niet gelukt was de kiesdrempel van vijf procent te halen, slaagde de partij er in 2011 - ondanks slechte prognoses - wel in om in de Bürgerschaft te komen, met 6,7 procent van de stemmen. Zodoende is Suding sinds 7 maart 2011 lid van de Bürgenschaft en voorzitter van de Hamburgse FDP-fractie. In december 2013 werd Suding gekozen tot lid van de federale bestuursraad van de FDP.
Op 15 mei 2015 werd Suding tijdens de landelijke partijdag in Berlijn tot een van de drie landelijke partijvoorzitters gekozen. Ze behaalde - zonder tegenkandidaten - 85,6% van de stemmen.
In september 2020 maakte Suding op een partijcongres van de FDP-afdeling Hamburg bekend dat ze zich niet kandidaat zou stellen voor een zetel in het Duitse parlement vanaf 2021. Ook kondigde ze aan, in dat jaar het partijvoorzitterschap op te geven.

## Privé
Suding heeft met haar man Christian twee zonen. In 2012 scheidde het paar. Suding woont tegenwoordig in de Hamburgse wijk Groß Flottbek.